# Museu de Toulouse
O Museu de Toulouse (em francês, Muséum de Toulouse) é um museu de história natural situado na cidade de Toulouse, na França. Ocupa um espaço de 6 000 metros quadrados e abriga uma coleção de mais de 2 500 000 itens.

## Fundação
O museu foi fundado em 1796 pelo naturalista Philippe-Isidore Picot de Lapeyrouse. O local foi aberto ao público em 1865  pela direção de Édouard Filhol em um edifício desenhado pelo arquiteto Jean-Paul Viguier. O museu de Toulouse foi o primeiro do mundo a abrir uma exposição da pré-história, graças a colaboração de Émile Cartaihac, Jean-Baptiste Noulet e Eugène Trutat. Depois de ficar alguns anos fechado, o museu voltou a abrir em 2007. O fechamento ocorreu por conta de fraquezas na estrutura. Então, um projeto arquitetônico ambicioso e inovador foi desenvolvido para a reestruturação do local. Um novo programa científico foi criado para relatar a complexidade e fragilidade das relações entre homem, natureza e meio ambiente. Voltado para o século XXI, o museu é hoje local de discussão, compartilhamento de ideias e divulgação da cultura científica. No mesmo local está o jardim botânico da Universidad Paul Sebatier, que tem uma superfície de 5500 metros quadrados. 